# Harlow PJC-1
Le Harlow PJC-1 est un monoplan quadriplace à aile basse cantilever, cabine fermée et train classique escamotable de construction métallique réalisé par les élèves de Max Harlow au Pasadena Junior College. Le prototype [NX18136] fut assemblé  en 1937 sur l’aéroport d’Alhambra, où avait été constitué Harlow Aircraft Corp et fit son premier vol le 14 septembre 1937. Il passa sans difficulté sa certification (ATC 659)… mais coûtait tout de même 12 000 U$.

## Harlow PJC-2
Le Harlow PJC-2 est une version de série du précédent, reconnaissable à un empennage sensiblement élargi. 11 exemplaires furent mis en chantier, mais dix seulement semblent avoir été achevés, l’immatriculation réservée pour le c/n 10 ayant été annulée le 26 juillet 1940. 4 Harlow PJC-2 furent réquisitionnés par l’USAAC comme Harlow UC-80 début 1943 [42-52513, -68692, -97040, -97054]. Ils furent rendus à leurs propriétaires en 1943. Trois exemplaires volent encore régulièrement aux É.-U. en 2006. Deux autres sont en cours de restauration et un cinquième est exposé à l’EAA Museum d’Oshkosh.